# Крижень жовтодзьобий
Крижень жовтодзьобий (Anas undulata) — вид водоплавних птахів родини качкових (Anatidae). Поширений в Африці.

## Поширення
Жовтодзьобі крижні населяють Африку на південь від Сахари. Ареал виду простягається від Еритреї на півночі до південного краю африканського континенту. Є окремі популяції в Габоні та Камеруні. Вид рідкісний в Анголі та Намібії, а також у західній Екваторіальній Африці. Мешкає в основному в річках на високогір'ї та в лісистих районах на висоті до 2700 м над рівнем моря, а на Ефіопському нагір’ї  зустрічається майже до 4000 метрів над рівнем моря.

## Опис
Це качка середнього розміру, довжиною 51–58 см, за розміром порівнянна з крижнем, майже повністю сірого кольору, хоча голова темніша, а дзьоб яскраво-жовтий. Нижня поверхня крил білувата, а зверху помітно зелене дзеркальце крила з білою окантовкою.
Статі схожі, і молоді особини мають більш однорідний відтінок, ніж дорослі. Північно-східний підвид має темніше забарвлення, яскравіший дзьоб і синє дзеркальце.

## Розмноження
Гніздо будує на сухій землі під кущами. Кладка складається приблизно з десяти-дванадцяти яєць кремового кольору. Самиця насиджує яйця протягом 27-29 днів. Пташенята змінюють пухове оперення на молоде з 22-го дня життя та демонструють перші вправи польоту на десятому тижні життя. Молоді птахи стають статевозрілими до кінця першого року життя.